# Альваро Рубіо
Альваро Рубіо Роблес (ісп. Álvaro Rubio Robles, нар. 18 квітня 1979, Логроньо) — іспанський футболіст, що грав на позиції півзахисника, зокрема за молодіжну збірну Іспанії. По завершенні ігрової кар'єри — тренер.

## Клубна кар'єра
Народився 18 квітня 1979 року в Логроньо. Вихованець футбольної школи клубу «Реал Сарагоса».
У дорослому футболі дебютував 1998 року виступами за команду «Реал Сарагоса Б», в якій провів три сезони, взявши участь у 61 матчі чемпіонату. По ходу сезону 1999/2000 включався до заявки головної команди клубу, утім в іграх Ла-Ліги у її складі так і не дебютував.
Натомість 2000 року гравець перебрався до друголігового «Альбасете», в якому відразу став одним із гравців основного складу. За три роки допоміг команді з Альбасете здобути підвищення в класі і протягом 2003—2005 років захищав її кольори в найвищому іспанському дивізіоні. Згодом  «Альбасете» втратив місце в еліті, і Рубіо ще один рік відіграв за нього у другому дивізіоні.
2006 року уклав контракт з іншим представником Сегунди, «Реал Вальядолідом», у складі якого у першому ж сезоні здобув перемогу у другому дивізіоні і право грати в Ла-Лізі. Був важливою фігурою у півзахисті «Вальядоліда» протягом десяти сезонів, упродовж яких команда балансувала між Ла-Лігою та Сегундою.
2016 року залишив Іспанію і деякий час грав за індійський «Бенгалуру», виступами за який і завершив того ж року ігрову кар'єру.

## Виступи за збірні
1999 року провів одну гру у складі юнацької збірної Іспанії (U-20). Був у її складі учасником тогорічної молодіжної першості світу, на якій іспанці вибороли чемпіонський титул.
Наступного року залучався до складу молодіжної збірної Іспанії, за яку взяв участь в одній грі, в якій відзначився забитим голом.

## Кар'єра тренера
Розпочав тренерську кар'єру невдовзі по завершенні кар'єри гравця, 2017 року, повернувшись до клубу «Реал Вальядолід», де обійняв посаду помічника головного тренера.

## Титули і досягнення
- Чемпіон світу U-20: 1999